# Dicyphus errans
Dicyphus errans, auch Unstete Zweibuckelweichwanze genannt, ist eine Wanzenart aus der Familie der Weichwanzen (Miridae).

## Merkmale
Die Wanzen werden 4,5 bis 5,1 Millimeter lang. Arten der Gattung Dicyphus sind in der Regel anhand äußerer Merkmale schwer zu bestimmen, die Färbung kann aber dennoch dabei behilflich sein. Dicyphus errans hat ein schwarz gefärbtes erstes und zweites Fühlerglied und der Kopf und das Pronotum sind überwiegend schwarz gefärbt. Die dunkelgrauen Hemielytren und schwarz gefleckten Beine sind charakteristisch für die Art. Die adulten Wanzen sind immer voll geflügelt (makropter). Die Länge des dritten Fühlergliedes ist größer oder gleich lang, wie der Kopf auf Höhe der Facettenaugen breit ist und die Schienen (Tibien) der Hinterbeine sind lang.

## Vorkommen und Lebensraum
Die Art ist vom Süden Skandinaviens bis in den Mittelmeerraum ohne Nordafrika und südöstlich bis in den Kaukasus verbreitet. Sie ist in Mitteleuropa außer im Norddeutschen Tiefland, aus dem nur vereinzelte Funde dokumentiert sind, weit verbreitet und nicht selten.
Besiedelt wird vor allem die Krautschicht von mesophilen, offenen Lebensräumen. Die Art kommt auch in Gärten und Gewächshäusern vor.

## Lebensweise
Die Wanzen ernähren sich zoophytophag und leben anders als die übrigen Arten ihrer Gattung an vielen verschiedenen Wirtspflanzen unterschiedlicher Familien. Man findet sie auch an Kulturpflanzen, etwa an Kürbisgewächsen (Cucurbitaceae). Sie kommen häufig an klebrigen Pflanzen mit Drüsenhaaren vor, insbesondere an Storchschnäbeln (Geranium), Ziesten (Stachys), Reiherschnäbeln (Erodium), Natternköpfen (Echium), Greiskräutern (Senecio), Leimkräutern (Silene), Salbei (Salvia) und Brennnesseln (Urtica). Gemeinsam mit anderen Dicyphus-Arten findet man Dicyphus errans aber auch an deren Wirtspflanzen wie etwa Fingerhüten (Digitalis), Schwarzer Tollkirsche (Atropa bella-donna), Hauhecheln (Ononis), Ziesten und Zottigem Weidenröschen (Epilobium hirsutum). Daneben saugen sie auch an kleinen Wirbellosen wie etwa Fransenflüglern, Spinnmilben und Blattläusen und an toten Tieren, die an den Drüsen der Wirtspflanzen kleben bleiben. Für ihre Entwicklung benötigen sie die räuberische Ernährung. Die adulten Wanzen sind bei höheren Temperaturen sehr flugaktiv und fliegen nachts auch künstliche Lichtquellen an. Die Imagines überwintern am Erdboden, etwa unter den Rosetten von Königskerzen und sind in der Regel bis spät in den Winter aktiv. Es wird vermutet, dass nur begattete Weibchen überwintern. Diese versenken ihre Eier in den Stängeln oder dem Blattgewebe der Wirtspflanzen. In günstigen Jahren können zwei Generationen ausgebildet werden, deren Nymphen im Juni und Juli adult sind; die zweite Generation tritt dann im August und September auf.

## Belege